# Brixia sambavensis
Brixia sambavensis är en insektsart som beskrevs av Synave 1965. Brixia sambavensis ingår i släktet Brixia och familjen kilstritar. Inga underarter finns listade i Catalogue of Life.